# Новая Украина (Полтавская область)
Новая Украина (укр. Нова Україна) — село,
Рыбалковский сельский совет,
Козельщинский район,
Полтавская область,
Украина.
Код КОАТУУ — 5322084805. Население по переписи 2001 года составляло 105 человек.

## Географическое положение
Село Новая Украина находится на правом берегу реки Волчья,
выше по течению на расстоянии в 3 км расположено село Майорщина,
ниже по течению на расстоянии в 2 км расположено село Колодяжно (Кобелякский район),
на противоположном берегу — село Черноглазовка.

## История
До Войны Низовые Телятники
Село указано на трехверстовке Полтавской области. Военно-топографическая карта.1869 года как хутора Телятники и Телятников

## Экономика
- Молочно-товарная ферма.
- Рядом с селом проходит газопровод «Союз».